# Prinzessinsäule Berggießhübel

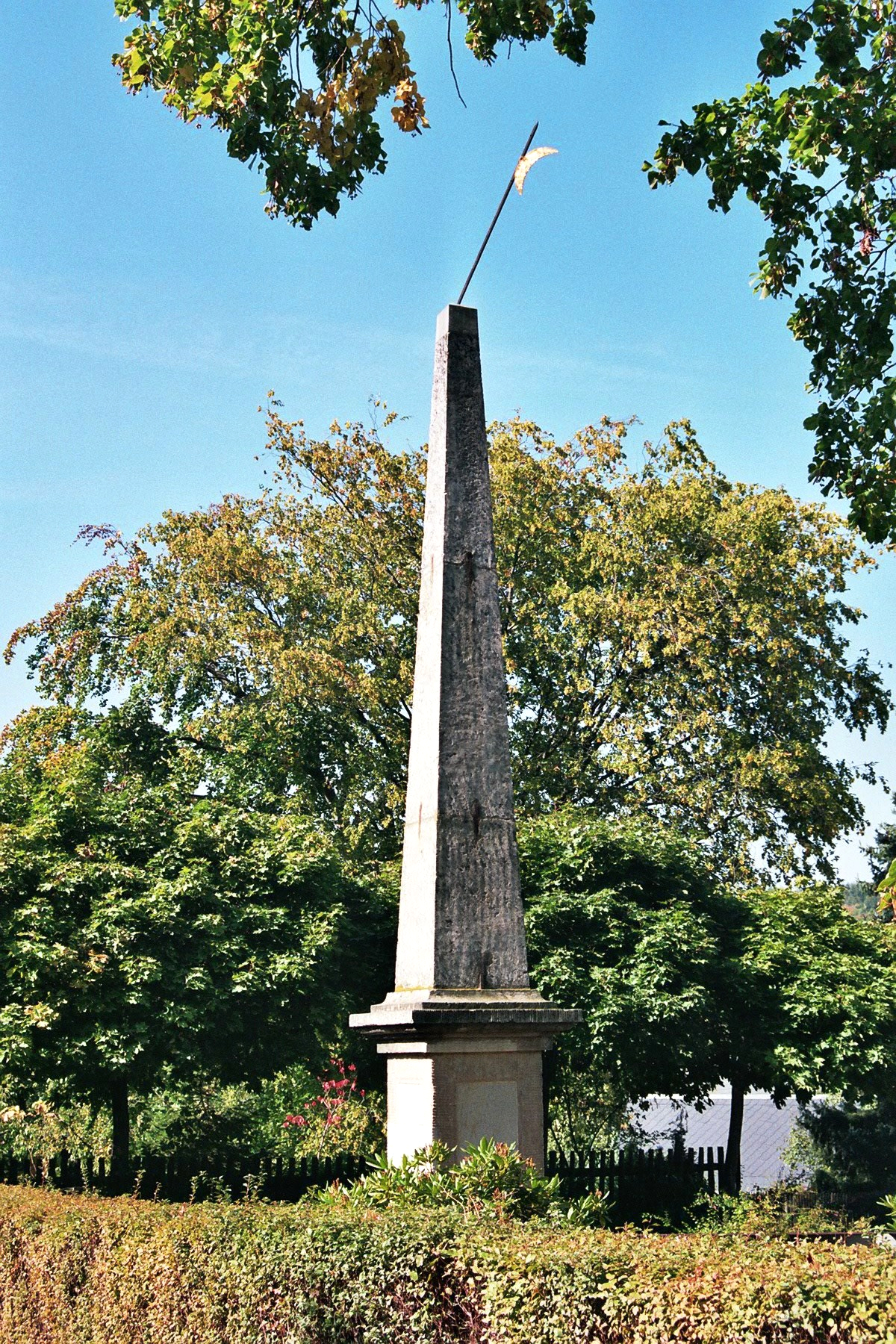
Prinzessinsäule Berggießhübel

Die denkmalgeschützte Prinzessinsäule Berggießhübel ist eine Schmucksäule, die den Kursächsischen Postmeilensäulen ähnelt. Sie befindet sich im Ortsteil Berggießhübel der osterzgebirgischen Doppelstadt Bad Gottleuba-Berggießhübel im Landkreis Sächsische Schweiz-Osterzgebirge, am Ortsausgang in Richtung Hellendorf an der Straße nach Bahratal.

## Geschichte
Es handelt sich um eine schrift- und wappenlose Säule. In ihrer Form ähnelt sie den Postmeilensäulen, die im Auftrag des Kurfürsten Friedrich August I. von Sachsen durch den Land- und Grenzkommissar Adam Friedrich Zürner in der 1. Hälfte des 18. Jahrhunderts im Kurfürstentum Sachsen errichtet worden sind. An der Spitze trägt sie einen Halbmond. Sie wurde wahrscheinlich nur als Schmucksäule für Kurgäste aufgestellt. Der Zeitpunkt ihrer Entstehung ist ungeklärt, vermutlich entstand sie zeitgleich mit den Postmeilensäulen. Auf dem von Friedrich Ludwig Aster 1782 aufgenommenen Meilenblatt ist die Säule als „Pyramide“ verzeichnet. In einem um 1796 entstandenen Plan von Berggießhübel ist die Säule als „steinerne Saeule“, die Kursächsische Distanzsäule Berggießhübel hingegen als „Postsaeule“ verzeichnet.

## Weblink
- historische Aufnahme der Prinzessinsäule (1928)

Koordinaten: 50° 52′ 14,1″ N, 13° 57′ 18,1″ O